# Мне всё равно
«Мне всё равно» (укр. Мені однаково) — стихотворение Тараса Шевченко, написанное 17—19 мая 1847 года в Санкт-Петербурге. Входит в цикл «В каземате».
На русский язык было переведено Николаем Брауном под названием «Не всё ль равно мне» и Максимом Богдановичем под названием «В неволе».

## Сюжет
Стихотворение, написанное Тарасом Шевченко накануне вынесения сурового приговора по делу Кирилло-Мефодиевского братства, стало отправной точкой для формулирования ключевых мотивов его невольничьей лирики — тематики неволи, преданности революционным идеалам, боли изгнания и глухой тоски по Украине. Осознавая неминуемость долгой и тяжелой ссылки («В неволі, плачучи, умру»), большей трагедией, чем его личная судьба, была судьба родины, угнетенной самодержавием и собственным господством.. Шевченко ясно понимал, что дело Кирилло-Мефодиевского братства станет предлогом для усиления репрессий, ужесточения социальной и национальной политики царизма. В этом стихотворении с особой силой проявились его революционный патриотизм, внутренняя несгибаемость и глубинное чувство неразрывной связи с судьбой родного народа.

## Контекст
Шевченко, будучи ярым противником крепостного права, присоединился к Кирилло-Мефодиевскому братству в апреле 1846 года. Во время суда над участниками организации, прошедшего в том же году, 10 человек были арестованы, этапированы в Петербург, где были обвинены в создании политической организации и понесли разные наказания. Следствие не смогло доказать причастность Шевченко в деятельности общества, но всё же он был признан виновным «по собственным отдельным действиям» и по рекрутской повинности был определён на военную службу рядовым в Отдельный Оренбургский корпус, на условиях полного запрета на творчество..

## Автографы, написание и публикация
Сохранилось несколько чистовых не датированных автографов стихотворения: в отдельной рукописи цикла «В каземате»; в «Малой книге»; в «Большой книге».
Стихотворение датируется по месту автографа в отдельной рукописной тетради цикла «В каземате» и по времени заключения Шевченко с 17 апреля по 30 мая 1847 года в каземате III Отделения. Предположительно оно было написано в период с 17 апреля по 19 мая того же года в Санкт-Петербурге.
Первоначальный автограф стихотворения не сохранился. В самое раннее из известных списков цикла «В каземате» стихотворение переписано между поэтическими произведениями «За байраком байрак…» и «Не кидай матері, казали…», до стихотворения «Весеннее солнышко скрывалось…» («Н. Костомарову»).
После возвращения из Аральской описательной экспедиции в Оренбург, в конце 1849 года (не ранее 1 ноября) или в начале 1850 года (не позднее 23 апреля — дня нового ареста поэта), Шевченко переписал стихотворение в составе цикла «В каземате» (под № 3) в так называемую «Малую книжку» — второй тетрадный сборник, охватывающий 1846—1847 годы. В этом списке он внёс некоторые изменения в строки 21 и 22, а строку 12 записал лишь частично: «На», остальную часть заменив многоточием — по-видимому, из осторожности, поскольку предполагаемый полный вариант соответствует тексту из отдельной рукописной версии: «обезчещеній землі».
Позднее, предположительно в 1857 году, в конце пребывания на каторге в Новопетровском укреплении, Шевченко дополнил эту автокупюру в «Малой книжке» новым вариантом строки: «На нашій славній Україні». Именно в этой редакции стихотворение приобрело окончательный вид. 18 марта 1858 года, находясь в Москве, Шевченко без изменений переписал его в составе цикла «В каземате» из «Малой книжки» в «Большую книжку».
Летом 1856 года, не позднее 15 августа, копию с чистового автографа цикла «В каземате» (за исключением стихотворения «Не спалося, а ніч, як море…»), который тогда принадлежал Василию Тарновскому, сделал Пантелеймон Кулиш.
Впервые стихотворение было опубликовано по копии Кулиша в журнале «Мета» в 1863 году (№ 4, стр. 211—273) под названием «Сидючи в неволі 1847». Это название происходит из комментария Кулиша в его копии: «Сидючи в неволі в 1847 годі, Тарас розважав себе піснями. Пом’янемо ж і ми пам’ять його» (Сидя в неволе в 1847 году, Тарас развлекал себя песнями. Помянем же и мы память его).
Впервые включено в собрание сочинений в издании «Кобзарь Тараса Шевченка» (издание Кожанчикова) 1867 года (Санкт-Петербург, стр. 389), а также в том же году — в издании «Поэзии Тараса Шевченка» (Львов, том 1, стр. 252—253). В первом случае текст подан по «Большой книге» с купюрами в строках 15-16 («Молися, сину, за Вкраїну / Його замучили колись»); во втором — по списку Кулиша с произвольным изменением строки 21: «Задушать в сні, і в огні».

## Музыка
Музыку к сочинению написали Николай Лысенко и Ярослав Смеречанский.